# Svensk säckpipa

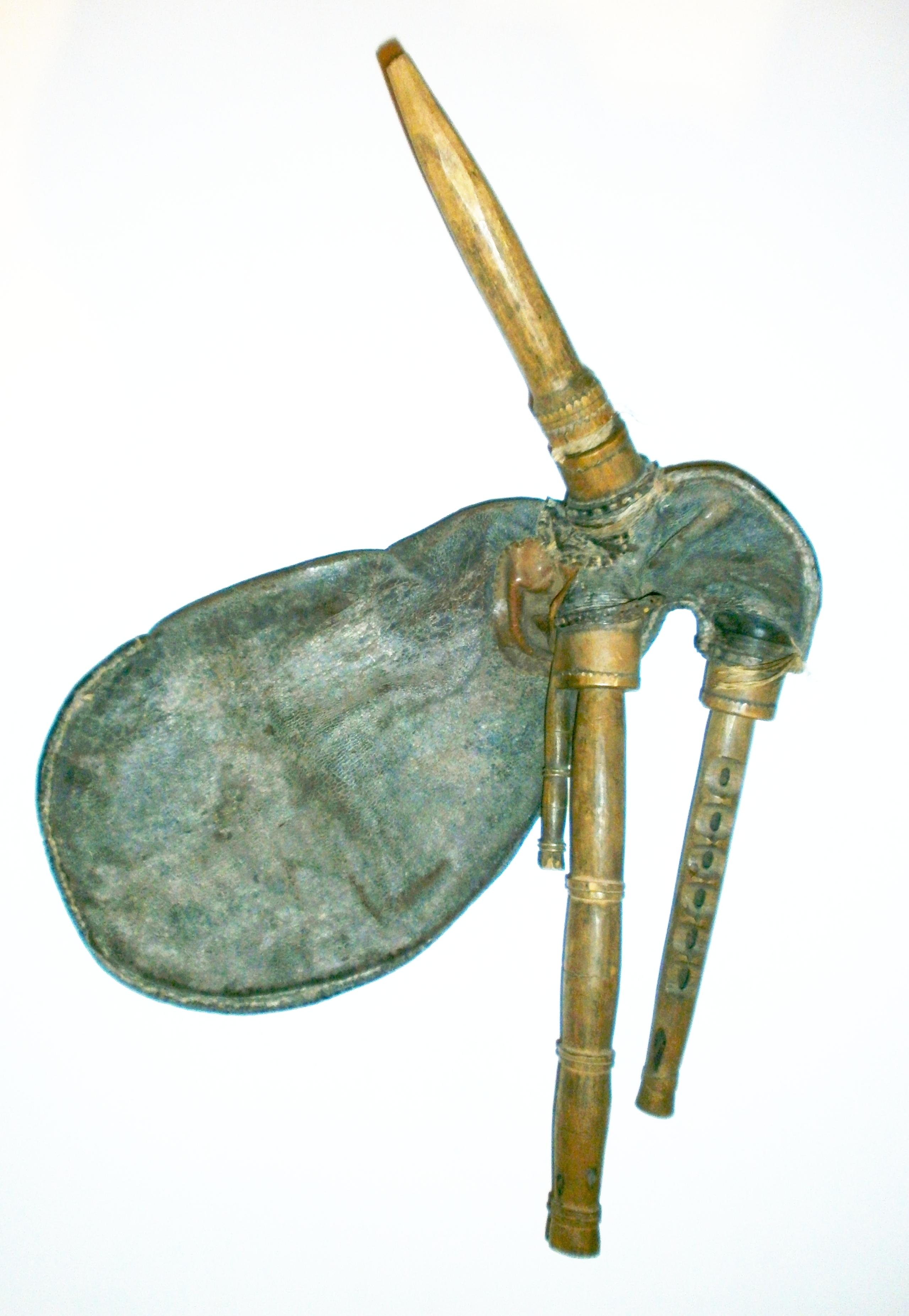
Svensk säckpipa av västerdalstyp från Bäsna, Gagnef

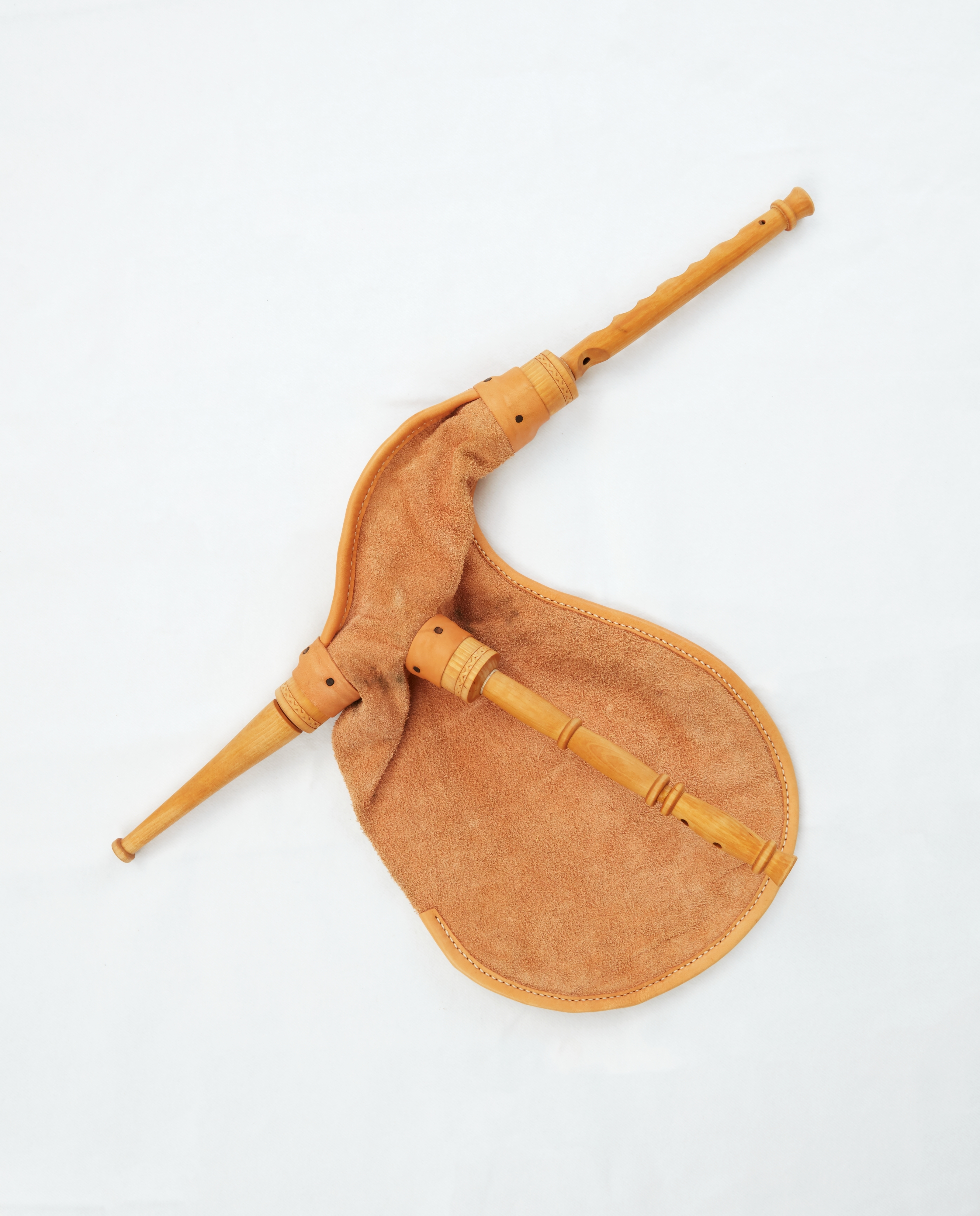
Traditionell svensk säckpipa tillverkad av Leif Eriksson.

Svensk säckpipa är en typ av säckpipa som funnits traditionellt i Sverige och som i dag används främst inom folkmusiken. Den svenska säckpipan blåses med munnen liksom den skotska höglandssäckpipan, men är liten jämfört med den. Säckpipetraditionen i Sverige var nästan helt utdöd när några gamla instrument hittades på ett museum på 1930-talet och den siste svenske traditionsbäraren på instrumentet lokaliserades i Västerdalarna. Under de senaste årtiondena har det framställts utökade varianter på svensk säckpipa, med flera pipor och möjlighet att spela i flera tonarter än de traditionella.

## Namn
Namnet säckpipa är belagt i svenskan sedan 1500-talet, från 1522 som säkkia pipa hos Peder Månsson och i Olaus Magnus Historia om de nordiska folken från 1555 som seeckpipa. Detta ord har sedan använts i svenskan till i dag i topografiska och litterära skildringar. Ett annat ord som förekom under 1400-talet till 1600-talet var bälgpipa. Båda orden kan jämföras i sin bildning med liknande ord i andra språk, t.ex. medellågtyska sakpipe eller engelska bagpipe.
I svenska dialekter finns andra benämningar för instrumentet. För estlandssvenska dialekter angav Carl Russwurm benämningarna säckepipe, drommpip och drummpipa, och just drommpipa finns också angivet från Rågöarna av Per Söderbäck. På estlandssvenska ska dromm ha varit namnet på själva baspipan, och ett liknande ord, dromba, finns upptecknat på Sollerön i Dalarna i betydelsen ”spela bas” på dragspel, det vill säga en liknande funktion som drommen haft på säckpiporna i Baltikum, och ett dialektalt ord drum finns även belagt i Jylland för ’drönande; mörk efterklang (som av en klocka)’.
I Dalarna påträffas dock inte dromm i samband med säckpipor, utan koppe, ett dialektalt ord för ’påse’. Ordet uttalas kuppe Älvdalen, kuppä i Våmhus och koppô på Sollerön, och verbet spilå ą̊ kuppam (’spela på säcken’) finns belagt i Älvdalen för att ’spela säckpipa’. Även koppspel finns upptecknat Älvdalen och Orsa som kuppspil. Vid tiden då Mats Rehnberg skrev sitt verk om säckpipan (1943) fanns dock ingen kännedom om instrumentet i dessa socknar annat genom spelmän från grannsocknar eller från utlandet. I Venjan finns benämningen pipsäck belagd och i Våmhus även just ordet wainaskupp (’Venjanssäck’) för detsamma.
Utmed Västerdalälven har benämningen i stället varit påse, och säckpipeblåsarna har kallats pôsuspelmän. Ordet påse för säckpipa finns belagt i Mockfjärd, Floda, Nås, Järna, Säfsnäs, Norrbärke och Malung. I Ordbok över folkmålen i övre Dalarna angivs de dialektala västerdalska formerna pôsa i Mockfjärd, pôsä i Floda, pôsô i Nås och Järna och påsô i Malung.

## Historia

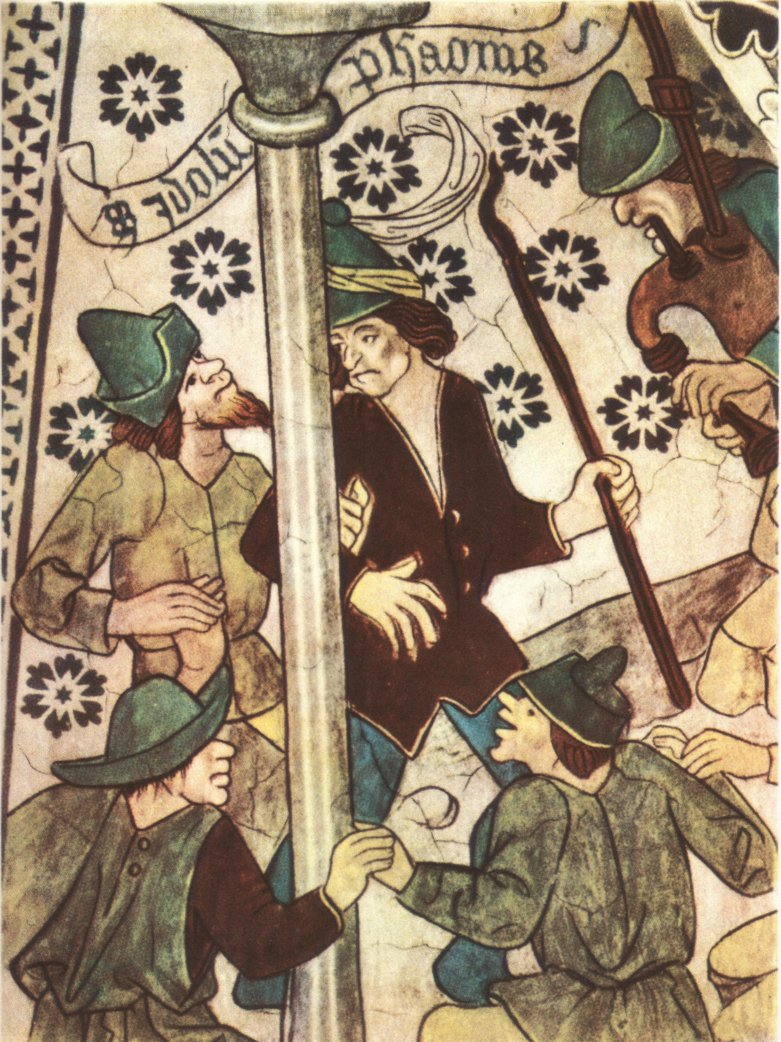
I Härkeberga kyrka i Uppland finns den här målningen av Albertus Pictor som föreställer bönder som dansar till säckpipa. Målningen är daterad till omkring 1480.

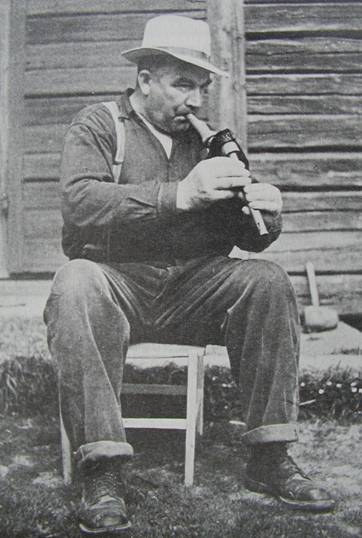
Gudmunds Lars Nilsson (1892–1949)

Få svenska personer känner till att Sverige har och har haft en säckpipetradition; de flesta som hör ordet "säckpipa" associerar till Skottland. Medeltida kyrkomålningar tyder på att säckpipan var spridd i hela Sverige och att den förekom i olika modeller, både cylindriskt och koniskt borrade. I de fall då piporna bränts upp snarare än borrats, kan formen diskuteras. Egentliga bevis på att dessa olika typer av instrument funnits här saknas emellertid. Även om det är möjligt att kyrkomålarna avbildade instrument som de sett nere på kontinenten, verkar det mera rimligt att de avmålade instrumenten i de flesta fall funnits i trakten. 
Säckpipetraditionen i Västerdalarna var näst intill okänd i resten av Sverige fram till slutet av 1930-talet. Då upptäcktes några svenska säckpipor under en evakuering Nordiska museets samlingar efter att en låda fallit ner från en hylla som visade sig innehålla ett dussin säckpipor. Redan två år tidigare år 1937 hade etnologen Mats Rehnberg börjat misstänka att det fanns en säckpipetradition efter att ha upptäckt ett dialektord, dråmba, på sollerömål i betydelsen ”ackompanjera i basen”. Återupptäckten av säckpiporna i Nordiska museets samlingar ledde Rehnberg till att skriva en licentiatavhandling i ämnet, Säckpipan i Sverige. Rehnberg lyckades även spåra upp den sista kvarvarande säckpipespelmannen, Gudmunds Nils Larsson i Dala-Järna, och besökte honom tillsammans med musikdirektören (musikläraren) Ture Gudmundsson. 
Med hjälp av Gudmunds Nils Larsson kunde Ture bygga en säckpipa som gick att spela på, och han spelade även in två låtar åt Sveriges Radio. Under 1970-talet byggdes ett fåtal instrument, bland annat av amerikanen Bob Thomas. Den svenska säckpipan kom till bredare användning först i början av 1980-talet när den dåvarande möbelsnickaren Leif Eriksson tillsammans med fiolspelmannen Per Gudmundson på uppdrag av Gunnar Ternhag vid Dalarnas museum rekonstruerade en säckpipa som Eriksson sedan började serietillverka. Leif Eriksson konstruerade sin säckpipa som en kompromiss mellan de cirka 10 exemplar som hittats på museer; dessutom gjorde han smärre förändringar för att det skulle bli lättare att spela tillsammans med andra instrument som till exempel fiol. Gudmundson spelade även in en LP i början av 1980-talet med säckpipa.

## Konstruktion

### Leif Erikssons traditionella säckpipa

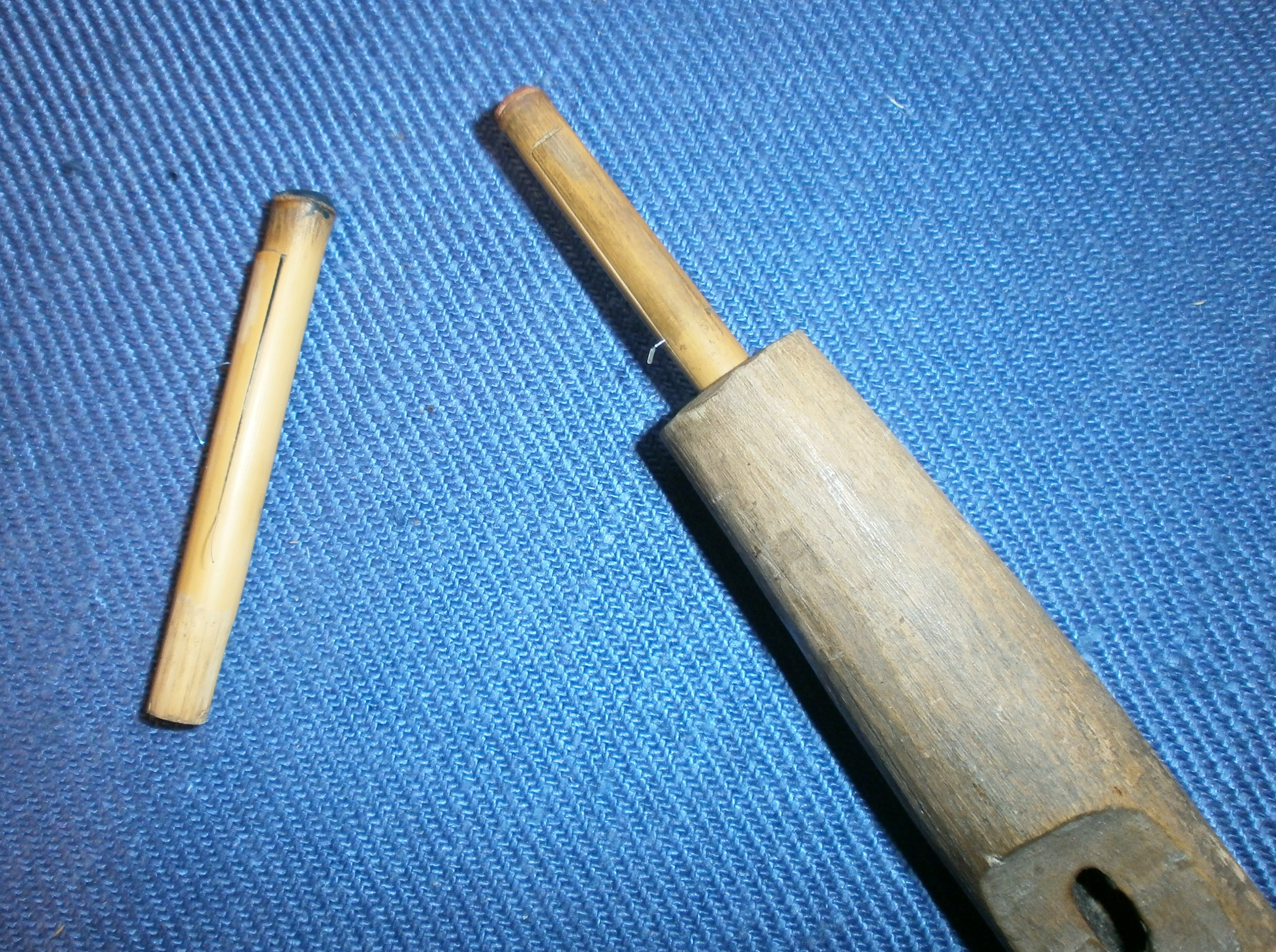
Stämda enkla rörblad till svensk säckpipa, ett monterat i spelpipa

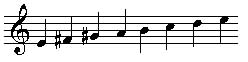
De toner som kan spelas på en traditionell svensk säckpipa

Den traditionella svenska säckpipan har ett inblåsningsrör, så kallad mundocka, som spelaren blåser in luften i säcken med. Mundockan är försedd med backventil, så luften inte kan läcka ut ur munstycket när spelaren slutar blåsa. Spelpipan, den som har fingerhål och på vilken spelmannen kan spela melodier, är cylindriskt borrad med en diameter på 6 millimeter. Pipan är utrustad med ett enkelt rörblad av svensk vass (Phragmites australis), och har utkarvade fördjupningar för fingrarna som gör det lättare både att täcka för fingerhålen och att hålla instrumentet. Säckpipan har en bordunpipa som oftast är stämd som lägsta tonen på spelpipan – ettstrukna e, en oktav lägre är dock inte ovanligt, inte heller att stämma pipan i lilla a, andra stämningar förekommer också. Instrumentets trädelar – spelpipa, bordun, mundocka och de fästhylsor som håller fast dessa i säcken – är tillverkade av björk. Säcken är vanligen gjord av vegetabiliskt garvat kalvskinn, som tätas med en blandning av hudlim och glycerol för att bli tillräckligt tät. För att spela hålls säckpipan under vänster arm. Bordunpipan sitter på säckens högra sida. När säcken är fylld med luft, pekar bordunen rakt ut åt sidan.
Tonomfånget på den traditionella svenska säckpipan sträcker sig från ettstrukna e till tvåstrukna e. Instrumentet är stämt i a moll, och grundtonen a ligger mitt i omfånget. Såväl skalans sjätte som sjunde steg är höjda (fiss respektive giss).

### Utökningar

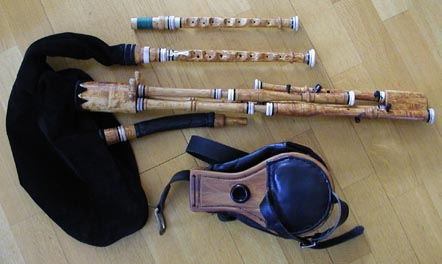
Vidareutvecklad svensk säckpipa byggd av Alban Faust med tre borduner, bälg samt spelpipor i A och G

Under de senaste årtiondena har den svenska säckpipan moderniserats. Den traditionella säckpipans skala är ytterst begränsad, och på modernare instrument erbjuds flera toner så spelmannen kan spela i flera skalor. Den vanligaste utökningen av skalan är ett ciss’’. Fingerhålet för denna ligger i samma fördjupning som fingerhålet för c’’ på samma sätt som blockflöjter kan ha två små hål i en fördjupning. Genom att täcka över respektive avtäcka ciss’’-hålet kan säckpipespelaren växla mellan tonarterna a-moll och A-dur. Vanligen bestäms detta innan spelmannen börjar på låten genom att han eller hon använder exempelvis vax eller en gummiring för att täcka hålet.  Det går att växla mellan c’’ och ciss’’ i samband med spel, men kräver en särskild fingerteknik. Det näst vanligaste tillägget är ett g’. Hålet för denna ton är placerat på spelpipans baksida och manövreras med högerhandens tumme. Även tonen d är en vanlig utökning, och diss förekommer ibland. Skickliga spelmän kan med rätt inställda instrument även komma upp i f’’ genom att öka trycket i säcken, en teknik som inte ska förväxlas med överblåsning på andra blåsinstrument.

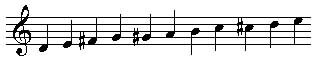
Tonomfånget på en vidareutvecklad svensk säckpipa som har de vanligaste utökningarna

Det finns även instrument där instrumentmakaren har tillhandahållit utbytbara spelpipor, såsom den som visas på bilden intill. Det vanligaste här är spelpipor i G, och ibland F. Dessa spelpipor är då stämda som en A-pipa och kan ha liknande utökningar, men är då transponerad ned ett tonsteg gör G-pipan samt upp ett tonsteg för F-pipan. Detta medför då även att bordunpipan justeras i motsvarande grad. G-pipan har ibland en klaff som gör att spelmannen kan spela tonen e’’. Det är inte heller ovanligt att säckpiporna utrustas med fler bordunpipor. Ibland går dessa att koppla av och på. Rörbladens tonstabilitet påverkas negativt av fukt, på ett sådant sätt att även tonhöjden ändras. Därför blir en munblåst säckpipa med flera borduner i realiteten svår att stämma, och sådana pipor har ofta en bälg som fästs med ett skärp runt midjan för att pumpa in luft i säcken, vilket även återfinns på irländska uilleann pipes och vissa franska säckpipor.

## Rörblad och stämning

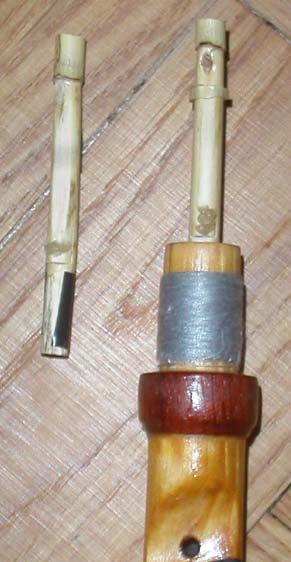
Enkelt rörblad till spelpipan på en svensk säckpipa.

Det rörblad som används för att skapa tonen i den svenska säckpipan är ett enkelt rörblad, som har en tunga som vibrerar när lufttrycket i säcken blivit tillräckligt stort. Att stämma instrumentet är oerhört tidsödande och relativt svårt, eftersom det finns många parametrar att ändra på rörbladet som kan inverka olika på olika egenskaper hos ljudet. Rörbladets tunga bryts upp med ett rakblad som sticks ner vertikalt i rörämnet. För att kunna ge ljud ifrån sig måste tungan böjas, antingen med hjälp av värme eller med en tråd som sticks in under tungan. Hur mycket tungan böjs upp påverkar instrumentets mensur, det vill säga avståndet mellan högsta och lägsta tonen. En kraftigt uppböjd tunga har en trängre mensur, låter starkare och är samtidigt mer trögblåst. Tungans tjocklek påverkar framför allt tonen. En tunn tunga ger en svagare ton och ett mer lättblåst instrument. Tungspetsens vikt påverkar skalans tonhöjd tämligen linjärt. Detta utnyttjas för att stämma upp eller ner hela skalan. För att höja skalan filas lite av tungan bort; om skalan behöver sänkas används bivax som tyngd. Tungans längd påverkar också mensuren; en kort tunga har trängre mensur men slår lättare lock än en lång tunga. Till alla dessa olika variabler kommer att instrumentet hela tiden påverkas negativt av fukt från utandningsluften. För att göra instrumentet mera lättstämt används i dag oftast italienskt rör (Arundo donax) i stället för vår inhemska svenska vass.
Börs Anders Öhman håller även på att utveckla ett plaströrblad till svensk säckpipa.

## Spelteknik
Andning och melodi är inte synkroniserade på en säckpipa, vilket skiljer den kraftigt mot andra blåsinstrument. För att säckpipans ton inte skall svaja krävs att lufttrycket genom pipan är konstant. Då luften flödar direkt från säcken in i pipan, kräver detta att lufttrycket i själva säcken är konstant, och det åstadkommer spelmannen genom att trycka på säcken med vänster arm. Blåser in ny luft i säcken gör denne bara då säcken börjar bli tom. Spelmannen blåser då vanligtvis in ett fullt andetag i säcken, och spelar vidare till luften åter är på väg att ta slut. Detta måste samordnas med mindre tryck från vänsterarmen för att uppnå ett konstant tryck i säcken. 
Den svenska säckpipans konstruktion, med cylindrisk borrning och enkelrörblad, gör att det är det översta (såväl i tonhöjd som över spelpipans klockstycke) öppna fingerhålet som bestämmer tonen. På exempelvis en blockflöjt är det skillnad i ton mellan fingersättningskombinationerna stängt–öppet–stängt kontra stängt–öppet–öppet men så är alltså inte fallet på den svenska säckpipan. Gaffelgrepp eller täckta fingersättningar förändrar alltså inte tonhöjden. Därför kan de användas som hjälp för att hålla instrumentet. De kan också användas, antingen hel- eller halvtäckta (bara ett fingerhål åt gången lämnas öppet respektive man lämnar några fler öppna, allt efter bekvämlighet), till att lättare simulera pauser och tonmellanrum. Genom att snabbt täcka för alla hål kan en paus simuleras eftersom spelpipan då låter likadant som bordunen, och detta är lättare att åstadkomma om så många hål som möjligt redan är förtäckta. Ett annat sätt att göra det är med krus, alltså ornamenttoner. Eftersom luftflödet från säcken inte kan avbrytas, kan man nämligen inte sätta av tonerna som på ett blåsinstrument utan säck.

## Musik för svensk säckpipa
Den musik som passar bäst för den svenska säckpipan är svensk folkmusik av mer ålderdomlig karaktär. På grund av det begränsade tonomfånget är det bara vissa låtar som går att spela. Vissa melodier, främst ålderdomliga polskor som levt vidare i fioltraditionen passar sig mycket bra på den svenska säckpipan, vilket gör det rimligt att tro att de en gång spelats på instrumentet. Vissa låtar passar väldigt bra om spelmannen transponerar (byter) till en annan tonart. Stor del av den svenska spelmansmusiken har ett begränsat tonomfång, och det är vanligt med låtar som går i någon form av D-tonart och enbart omfattar spel i första läget på fiolens a och e-sträng. Dessa passar bra för svenska säckpipa om de transponeras ner en kvart.

## Säckpipetillverkare
I dag finns det ett litet antal professionella eller halvprofessionella säckpipekonstruktörer; Leif Eriksson representerar traditionalisterna medan framför allt Alban Faust och Börs Anders Öhman samt Max Persson driver utvecklingen mot modernare instrument. Utöver detta finns ett större antal hobbybyggare. Från och med 2011 har Leif Eriksson överlämnat produktionen till Jan Nordkvist, som i sin tur har överlämnat tillverkningen till Stefan Ekedahl i Rättvik.
Anders Fagerström tillverkar elektroniska varianter av svensk säckpipa.

## Kända säckpipespelmän
- Erik Ask-Upmark
- Alban Faust
- Jonas Åkerlund
- Per Gudmundson
- Anders Norudde
- Thor Ahlgren
- Stefan Kayat
- Anna Rynefors
- Jan Winter
- Stefan Ekedahl
- Olle Gällmo
- Pontus Estling